# 馬蓋特機場
馬蓋特機場是一個位於南非馬蓋特的機場。

## 航空公司及目的地
- 南非航空
  - 南非航空連結(約翰內斯堡)

## 航空設備
- 歸航台NDB - UR485.0
- 飛行員控制燈光 - 7按在122.7

## 外部連結
- FLY MARGATE （页面存档备份，存于）